# Великі Вуйки (телесеріал)
«Великі Вуйки» — український комедійний 16-серійний телесеріал. Прем'єра відбулася на телеканалі «1+1» 14 жовтня 2019 року. Головні ролі в проекті, режисерами якого виступили Мітя Шмурак і Дмитро Маніфест, зіграли Юрій Горбунов, Володимир Горянський, Назар Задніпровський, а також Михайло Поплавський, Надія Мейхер, Анна Кошмал та Артур Логай. Спін-оф (продовження) телесеріалу «Останній москаль». Креативний продюсер — Юрій Горбунов.
У лютому 2020 року розпочалася підготовка другого сезону телесеріалу та робота над сценарієм. А у червні 2020 року в умовах адаптивного карантину розпочалися зйомки телесеріалу. Прем'єра другого сезону відбулася 30 листопада 2020 року на телеканалі «1+1».

## Сюжет

### Перший сезон
У серіалі пригоди головних героїв «Останнього москаля» продовжуються в українській столиці: на Андріївському узвозі, Хрещатику, Майдані Незалежності, київському залізничному вокзалі, а також на набережній Річкового вокзалу. Вони приїжджають до Києва за наполяганням сільського голови Василя Микитюка вибивати кошти, виділені селу Великі Вуйки на будівництво дороги до села. Адже через корумпованого чиновника право на будівництва віддають селу-конкуренту — Малим Вуйкам. Василь Микитюк вирішує зібрати делегацію та поїхати добиватися справедливості до самої столиці.
|  | «Гуцули, які все життя провели в горах, потраплять у найбільший мегаполіс України. У столиці їм доведеться не тільки познайомитися з новими персонажами, а й адаптуватися до нового ритму життя. Сучасна квартира з купою малознайомої техніки, багатолюдне метро з великими ескалаторами, торгові центри зі спокусливими пропозиціями, салони краси, гастрономічні відкриття та безліч розваг», — розповів креативний продюсер Юрій Горбунов |

### Другий сезон
У продовженні серіалу село Великі Вуйки поступово стає європейським курортом. Після повернення справжніх патріотів села Івана Петрука, Боді, Штефка та Василя Микитюка додому із столиці у селі нарешті проклали дорогу. А приватний інвестор збудував готель.

### Перша серія
Після того, як гуцульська делегація в складі Івана Петрука, Боді, Штефка і Василя Микитюка в столиці досягла прокладки в Великі Вуйки дороги, приватний інвестор побудував там готель, і тепер село ось-ось може стати європейським курортом. Бергер з цього приводу приїжджає в село. Іван перевозить свою кохану в Великі Вуйки. Однак виявляється, що у них річниця, тому Івану доводиться організувати особливий подарунок. Бергер цікавиться Ірою і хоче зробити її новим співробітником готелю, однак Штефко створює для цього перешкоди.

### Друга серія
Олена зі своїм коханим приїжджає в Великі Вуйки, щоб пересидіти, поки на них полюють колектори. Іра пропонує старій подрузі погостювати у неї. Штефко обурений, що весь персонал подуріли і почав звільнятися. Однак моторний Штефко знаходить вихід і вирішує найняти циган. Тим часом Вазген з Оленою допомагають Ірині з поставками в магазин.

### Третя серія
В Великі Вуйки приїжджає важливий італійський сеньйор Дзюньо. Штефко за дорученням Бергера придумує розважальну програму на вікенд. Іван спантеличений, адже його кохана змушує зробити додаткові полички в будинку. Після того, як Штефко дізнається про приз для переможниці на конкурсі краси, він пропонує Вазгену хитрий план. Іван запрошує товаришів допомогти йому по дому з ремонтом.

### Четверта серія
Дзюньо йде до ворожки дізнатися, хто стане його судженою. Бодя підозрює, що в Великі Вуйки скоро приїде дуже важлива персона. Дзюньо бачить Галю і вирішує домогтися її, і Іван для нього не перешкода. Однак його хитромудрий план не спрацьовує. Відомий співак, який приїхав в готель, обурений поведінкою Боді і Василя, що змушує його поскаржитися керівництву.

### П'ята серія
Бергер запрошує Ірину в похід в Карпати. Оленка попереджає подругу, ніж зазвичай такі походи закінчуються, а тому дає доручення Вазгену йти разом з ними. Товариші висміюють Івана за новий імідж з бородою, але він не наважується її збрити, адже вона дуже подобається Галині. Алекс виявляється не таким простим і робить все, щоб спокусити Ірину.

### Шоста серія
Богдан знаходить дорогоцінний гриб, а Василь організовує свято грибів. Штефко незадоволений цим і влаштовує справжні змагання, хто знайде більше грибів. Дзюньо починає займатися боксом, щоб завоювати серце Галі, але це закінчується тим, що на його товариша мало не заводять кримінальне провадження. Штефко підкуповує жителів села, щоб виграти в змаганні до свята грибів.

### Сьома серія
Богдан незадоволений тим, що Марічка, на відміну від Олени, завжди його лає. Тому він звертається до Вазгена за порадою, як зробити так, щоб жінка завжди була доброю. Тіна Кароль прийшла в готель, а Штефко намагається сподобатися їй. Богдан придумує план, як заробити більше грошей. Ірина бачить в Тіні Кароль суперницю, і тому робить все, щоб Штефко їй не сподобався.

### Восьма серія
Галина з Марічкою змінюються чоловіками. На Штефка приходить анонімна скарга, тому Алекс доручає йому провести аудит. Штефко спантеличений, адже він звик красти з готелю речі. Галина робить все, щоб сподобатися Боді, а Марічка намагається задобрити Івана. Штефко влаштовує диктант серед працівників, щоб з'ясувати, хто на нього поскаржився.

### Дев'ята серія
В готелі звільнилася вакансія букінг-менеджера, яку Штефко запропонував Галині. Вона з радістю прийняла цю пропозицію і вже хотіла розповісти про все Івану, однак Марічка відмовила її це робити, мовляв, Івану не сподобається, що його дружина працює. Тепер Галина думає про те, як розповісти коханому про її нову роботу. Разом з цим Бергер знову намагається знайти підхід до Ірини. На цей раз він звернувся до місцевої ворожки, щоб вона допомогла йому спокусити жінку.

### Десята серія
До Бергера в готель приїхав Шурик разом зі своєю дівчиною Крістіною. Він хоче зробити їй пропозицію руки і серця, тому попросив Штефка підготувати їх номер, але не говорити про це Алексу, тому що той не вміє тримати секрети. Разом з тим Бергер почав підозрювати, що Штефко хоче зробити пропозицію Ірині. Галина почала працювати в готелі, але Іван сильно за неї хвилюється. Вона запропонувала Алексу відрити в готелі сувенірну лавку, в якій буде працювати Іван. Ідея всім сподобалася, але тепер Івану потрібно забрати трудову книжку в Микитюка, головним ворогом якого є Бергер.

### Одинадцята серія
Бергер покинув готель і поїхав на ділову зустріч. За головного залишився Штефко, якому потрібно зустріти українську зірку - Юрія Ткача. Чутки про його приїзд дійшли до Микитюка і він захотів підставити Штефана. Дзюньо намагається розгадати пророцтво баби Олесі. Його вибір зупиняється на Олені і тепер він хоче почати з нею стосунки. Друзі не підтримують його наміри, але він посперечався з ними, що Олена точно буде його.

### Дванадцята серія
Вазген побачив Олену і Дзюньо разом і почав підозрювати її в зраді. У відповідь на це вона сказала, що насправді це у Марічки з Дзюньою роман. Вазген про все розповів Боді, який тепер думає, що йому робити. У готель приїхала знімальна група новин. Вони хочуть зняти репортаж про туризм в Карпатах і поговорити з директором готелю. Алекс попросив Штефка, щоб в його оповіданні було побільше реклами готелю.

### Тринадцята серія
Штефко знайшов золоту жилу: він почав штрафувати всіх в готелі. Дзюньо потайки дізнався, що Олена хоче нову сукню і задумав їй його подарувати. Ірина досі сподівається на почуття Штефка в свою сторону, а паралельно з цим Бергер продовжує за нею доглядати. Також Алекс звертається до Богдана, щоб він навчив його спілкуватися з жінками.

### Чотирнадцята серія
Бергер святкує свій день народження. Він захотів здивувати Ірину і попросив Штефка запросити на свято Дзідзьо. Штефан покликав зірку, але зробив це по-своєму і для своєї вигоди. Галина отримала дві путівки в Єгипет на море. Івану ця новина не сподобалася, тому що він не вміє плавати і хвилюється, що Галині це не сподобається. Богдан береться допомогти Івану якомога швидше навчитися плавати.

### П'ятнадцята серія
Бергер звільнив Штефка, але він не згоден з цим рішенням і хоче повернутися назад. Штефан вирішив підбити колектив, щоб той написав петицію на повернення ексдеректора. Дзюньо знову звертається до баби Олесі за допомогою в пошуках другої половинки. Виявляється, баба Олеся і сама не проти стати його дівчиною, але Дзюньо не розуміє її натяків і повторно звертає увагу на Олену.

### Шістнадцята серія
Штефко розуміє, що не може жити без Ірини, тому вирішує будь-яким способом повернути її до себе. Він звертається до Боді, щоб той допоміг йому радою. Галина дізнається, що завагітніла, але не знає, як про це сказати Івану і намагається давати невеликі натяки. Однак Іван розуміє все неправильно і думає, що у неї з'явився інший чоловік.

## У ролях
- Володимир Горянський — Василь Васильович Микитюк, голова села Великі Вуйки, батько Андрія.
- Назар Задніпровський — Штефан (Штефко) Аттілич Лупеску, місцевий бізнесмен.
- Юрій Горбунов — Іван Іванович Петрук, столяр села Великі Вуйки.
- Володимир Ніколаєнко — Богдан (Бодя), кум Івана.
- Лілія Ребрик — Ірина (Ірка) Кардаш, продавчиня, кохана Штефка.
- Наталія Корецька — Марічка, дружина Боді.
- Катерина Кухар — циганка МорГо
- Михайло Поплавський — міністр інфраструктури
- Надія Мейхер — Галина, кохана Івана Петрука, співробітниця Укрзалізниці
- Анна Кошмал — Аня
- Артур Логай — Андрій
- Інна Приходько — Олена
- Арам Арзуманян — Вазген
- Дмитро Коляденко — столичний модник
- Женя Кот — коуч у тренінговому центрі для жінок
- Валерій Астахов — чиновник Малих Вуйок
- Остап Дзядек — Селянин
- Тіна Кароль — грає роль самої себе
- Євген Кошовий — грає роль самого себе
- Влад Яма — грає роль самого себе
- Ніна Набока — Баба Олеся
- Юрій Ткач — грає роль самого себе
- Іван Шаран — Дзюньо
- Іван Залуський — Тарас
- Любомир Валівоць — Петро
- Олег Примогенов — прокурор
- Сергій Сафрончик — іноземний інвестор, Гер Алекс Бергер
- EL Кравчук — грає роль самого себе
- DZIDZIO — грає роль самого себе
- Лідія Таран — грає роль самої себе

## Реалізація ідеї серіалу на транспорті
Наприкінці жовтня 2019 року в рамках спільного проекту проекту Київського метрополітену та телеканалу «1+1» на Оболонсько-Теремківській (синій) гілці столичному метро з'явилася серія з восьми постерів героїв комедії з правилами поведінки на цьому виді транспорту.
Про це повідомила прес-служба «1+1»:
|  | «Притуляйтеся до коханих, а не до дверей у вагонах метро», «Тут тобі не полонина, щоб наплічник не знімати», «Гуцульські вчені дослідили, хто платить карткою в метро, встигає зустріти на станції Тома Круза», звертаються до киян та гостей міста гуцули. |

## Критика
Серіал ще під час його демонстрації був підданий критиці за сценарій та висміювання жителів села та «відсталість гуцулів на тлі багатоликої столиці…», а також паразитування на комедіях радянського режисера Леоніда Гайдая. При цьому причиною називають відсутність «стрижневого конфлікту, на якому тримається драматургія будь-якого серіалу», бо це — "…розіграні акторами сценки-анекдоти з репертуару «Шоу Юри» й «Ліги сміху».